# Präsident von Belarus
Der Präsident der Republik Belarus (belarussisch Прэзідэнт Рэспублікі Беларусь; russisch Президент Республики Беларусь) ist Staatsoberhaupt und Regierungschef von Belarus.
Das Amt wurde 1994 mit der Verabschiedung der Verfassung von Belarus durch den Obersten Sowjet gegründet. Dieser löste das Amt des Vorsitzenden des Obersten Rats als Staatsoberhaupt ab. Zu den Aufgaben des Präsidenten gehören die Durchführung der Außen- und Innenpolitik, die Verteidigung der Rechte und des Allgemeinwohls der Bürger und Einwohner sowie die Aufrechterhaltung der Verfassung. Der Präsident ist von der Verfassung beauftragt, als Führungskraft in den sozialen Angelegenheiten des Landes und als sein Hauptvertreter im Ausland zu fungieren. Die Pflichten, Zuständigkeiten und sonstigen Übergangsbestimmungen, die das Präsidium betreffen, sind in Kapitel 3, Artikel 79 bis 89 der Verfassung aufgeführt.
Die Amtszeit des Präsidenten beträgt fünf Jahre, aber aufgrund eines Referendums von 1996 wurde die Wahl, die 1999 stattfinden sollte, auf 2001 verschoben. Durch eine Verfassungsänderung wurden Amtszeitbeschränkungen abgeschafft. Beim Verfassungsreferendum 2022 wurde wieder eine Begrenzung auf zwei Amtszeiten eingeführt, allerdings nur für „neu gewählte Präsidenten“. Im Laufe der Amtszeit fanden 1994, 2001, 2006, 2010, 2015 und 2020 Wahlen statt. Aljaksandr Lukaschenka ist die einzige Person, die seit den Wahlen von 1994 als Präsident fungiert. Die Legitimität des faktischen Machthabers Aljaksandr Lukaschenka wird seit September 2020 von der Europäischen Union, den Vereinigten Staaten, Kanada, dem Vereinigten Königreich und der Ukraine nicht anerkannt. Der Amtssitz des Präsidenten befindet sich im Palast der Unabhängigkeit in Minsk, während sich die Residenz des Präsidenten in Saslauje (Заслаўе) im Rajon Minsk befindet.